# Danh sách vườn quốc gia Indonesia
Đây là danh sách các vườn quốc gia của Indonesia. Trong số 50 vườn quốc gia, 6 là di sản thế giới, 6 là một phần của Mạng lưới các khu dự trữ sinh quyển và 3 là vùng đất ngập nước có tầm quan trọng quốc tế theo công ước Ramsar. Tổng cộng có 9 khu vườn quốc gia có diện tích bảo vệ chủ yếu là biển.
Nhóm đầu tiên trong số 5 vườn quốc gia Indonesia được thành lập đầu tiên là vào năm 1980. Con số này tăng liên tục đạt 41 trong năm 2003. Trong một đợt mở rộng lớn trong năm 2004, 9 vườn quốc gia mới được thành lập, nâng tổng số lên thành 50.
Dưới đây là danh sách các vườn quốc gia tại Indonesia được xếp theo vị trí tại các đảo và nhóm đảo chính.

## Java
| STT | Hình ảnh | Tên                   | Năm  | Tổng diện tích | Tổng diện tích | Khu vực biển | Vị thế quốc tế                               |
| STT | Hình ảnh | Tên                   | Năm  | km²            | mi²            | Khu vực biển | Vị thế quốc tế                               |
| --- | -------- | --------------------- | ---- | -------------- | -------------- | ------------ | -------------------------------------------- |
| 1   |          | Alas Purwo            | 1992 | 434            | 168            |              |                                              |
| 2   |          | Baluran               | 1980 | 250            | 96             |              |                                              |
| 3   |          | Bromo Tengger Semeru  | 1983 | 503            | 194            |              |                                              |
| 4   |          | Gunung Ciremai        | 2004 | 155            | 60             |              |                                              |
| 5   |          | Gunung Gede Pangrango | 1980 | 150            | 58             |              | Mạng lưới của khu dự trữ sinh quyển thế giới |
| 6   |          | Gunung Halimun        | 1992 | 400            | 150            |              |                                              |
| 7   |          | Gunung Merapi         | 2004 | 64             | 25             |              |                                              |
| 8   |          | Gunung Merbabu        | 2004 | 57             | 21             |              |                                              |
| 9   |          | Karimunjawa           | 1986 | 1,116          | 431            | hầu hết      |                                              |
| 10  |          | Kepulauan Seribu      | 1982 | 1,080          | 420            | hầu hết      |                                              |
| 11  |          | Meru Betiri           | 1982 | 580            | 224            |              |                                              |
| 12  |          | Ujung Kulon           | 1992 | 1,206          | 466            | 443 km²      | Di sản thế giới                              |

## Kalimantan

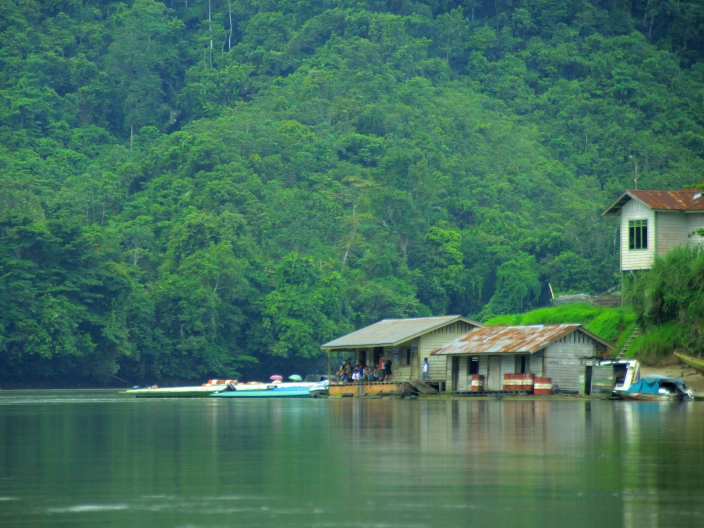
Vườn quốc gia Kayan Mentarang

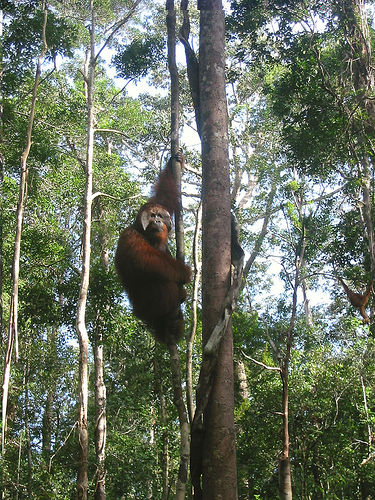
Vườn quốc gia Tanjung Puting

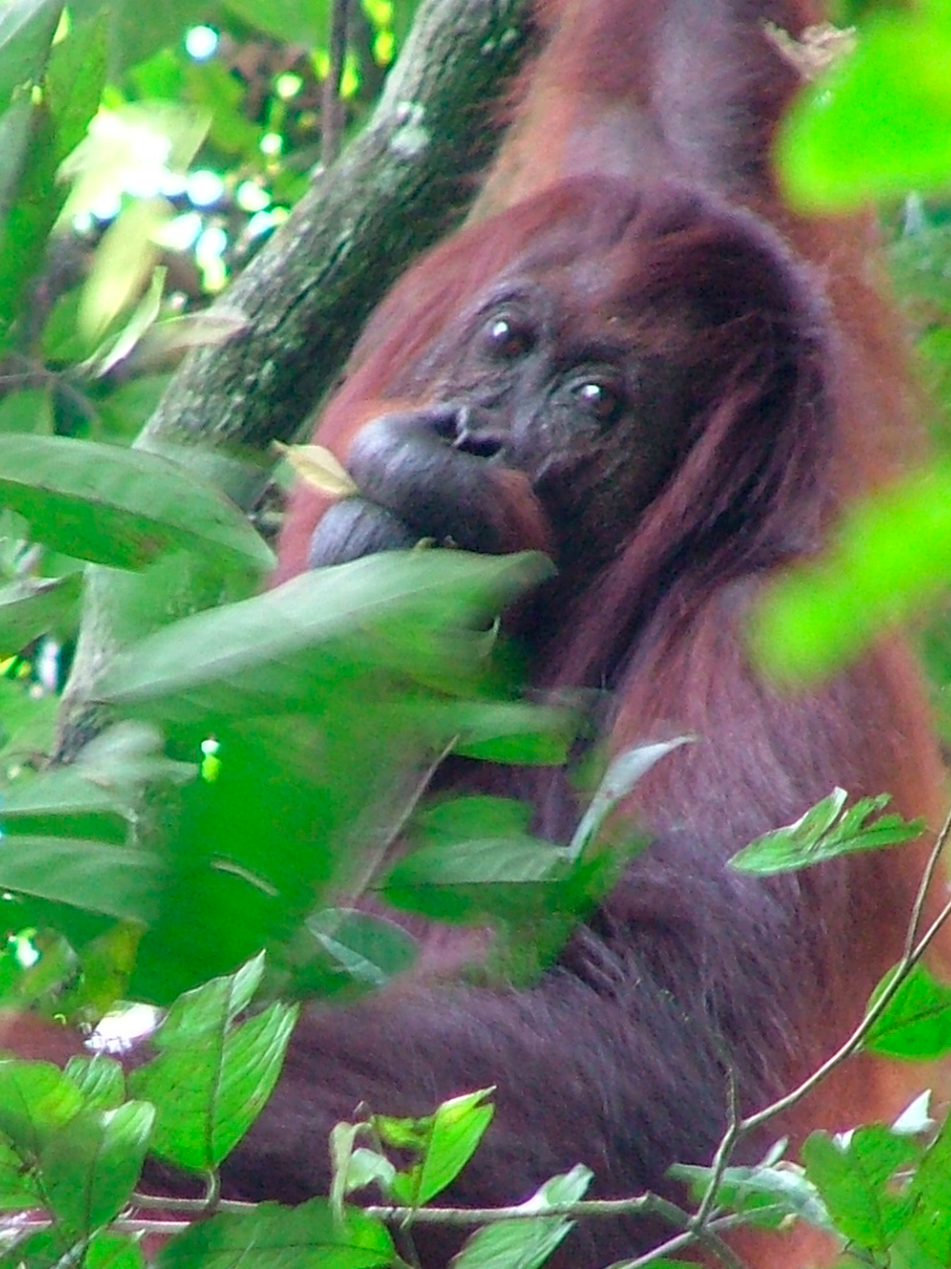
Vườn quốc gia Sabangau

| Tên                   | Năm  | Tổng diện tích | Tổng diện tích | Khu vực biển | Vị thế quốc tế                           |
| Tên                   | Năm  | km²            | mi²            | Khu vực biển | Vị thế quốc tế                           |
| --------------------- | ---- | -------------- | -------------- | ------------ | ---------------------------------------- |
| Betung Kerihun        | 1995 | 8,000          | 3,100          |              | Di sản thế giới đã được đề xuất          |
| Bukit Baka Bukit Raya | 1992 | 1,811          | 699            |              |                                          |
| Danau Sentarum        | 1999 | 1,320          | 510            |              | Công ước Ramsar                          |
| Gunung Palung         | 1990 | 900            | 350            |              |                                          |
| Kayan Mentarang       | 1996 | 13,605         | 5,252          |              |                                          |
| Kutai                 | 1982 | 1,986          | 767            |              |                                          |
| Sabangau              | 2004 | 5,687          | 2,196          |              |                                          |
| Tanjung Puting        | 1982 | 4,150          | 1,370          |              | Mạng lưới khu dự trữ sinh quyển thế giới |

## Quần đảo Sunda Nhỏ

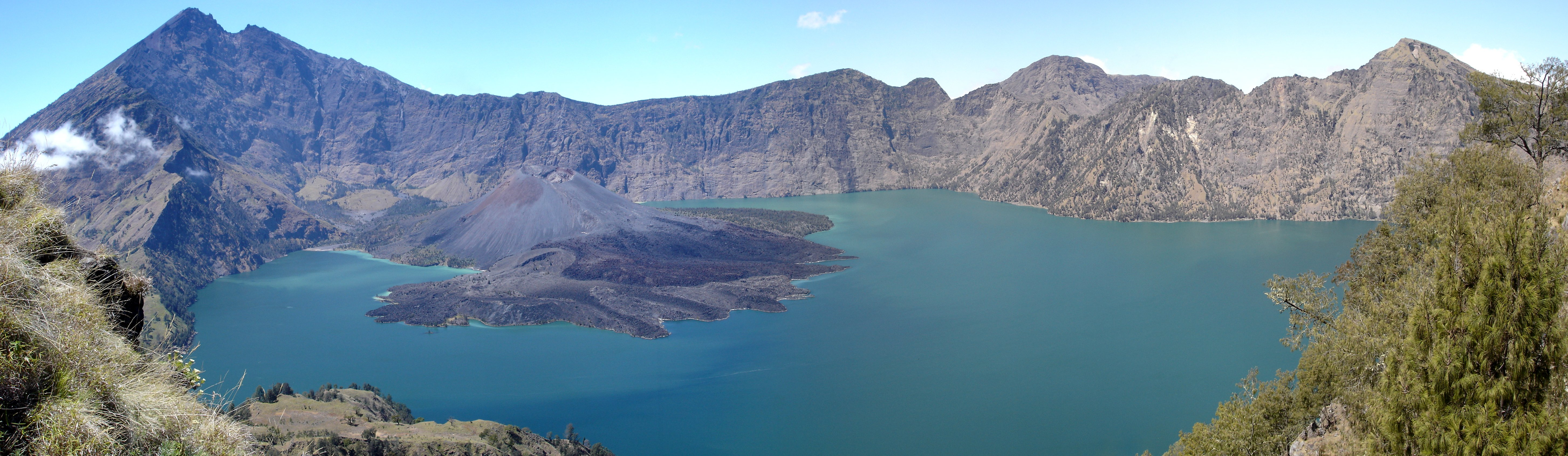
Vườn quốc gia Gunung Rinjani

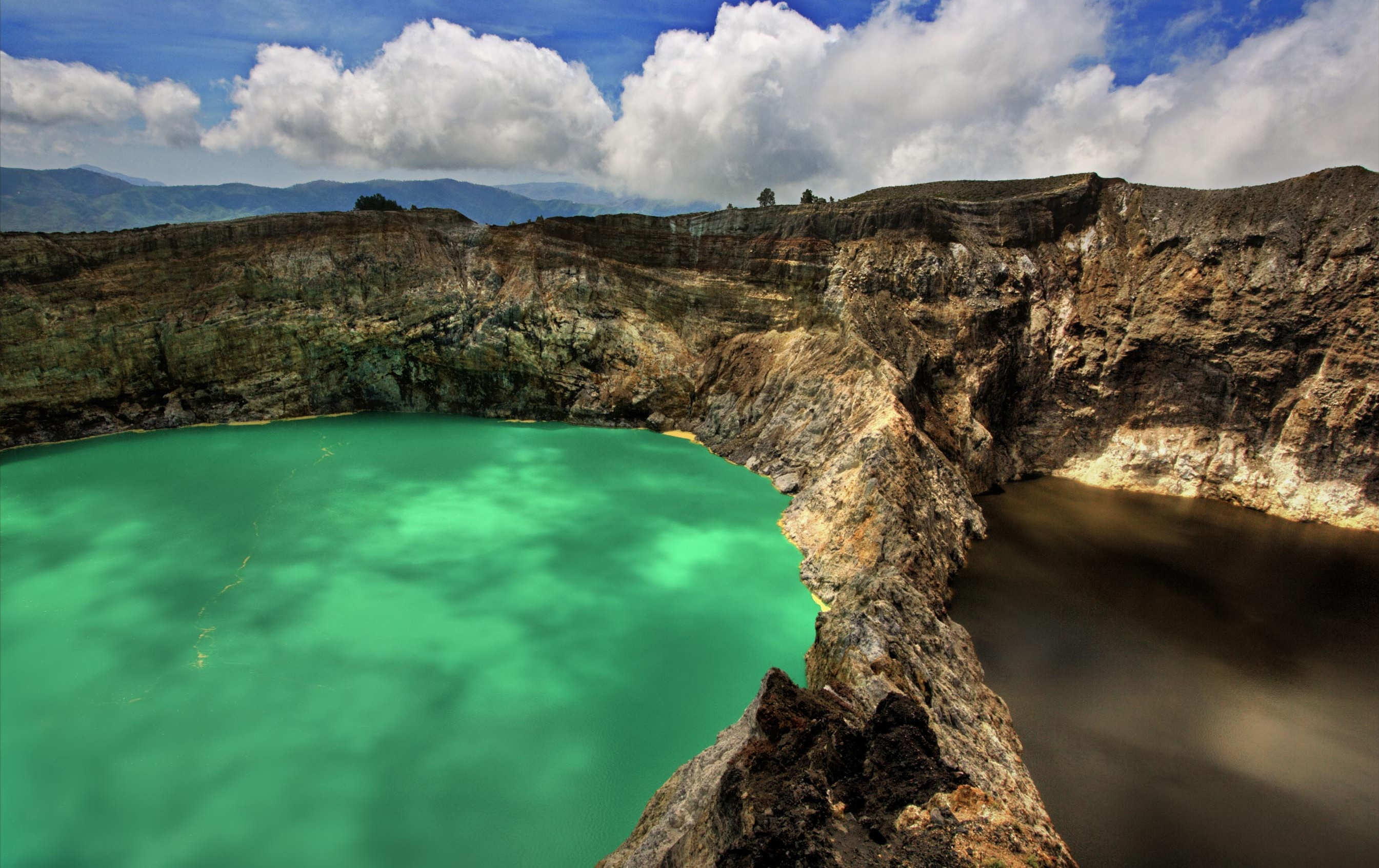
Vườn quốc gia Kelimutu

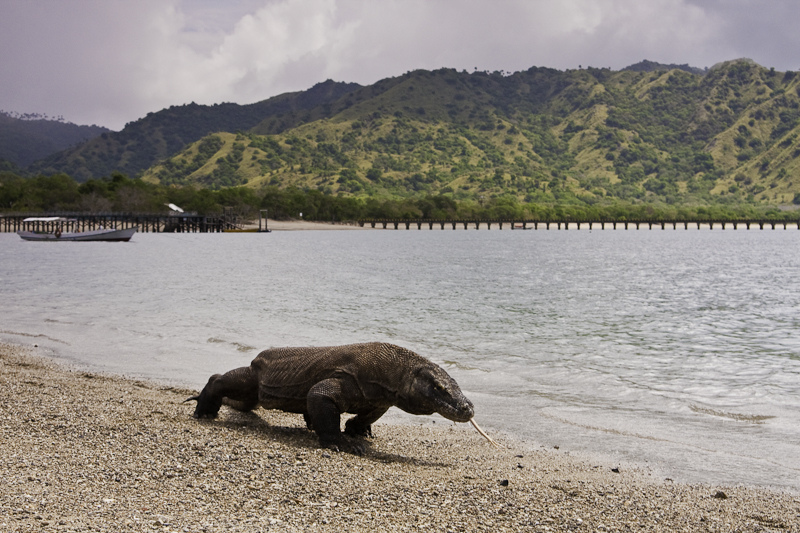
Vườn quốc gia Komodo

| Tên                 | Năm  | Tổng diện tích | Tổng diện tích | Khu vực biển | Vị thế quốc tế                                            |
| Tên                 | Năm  | km²            | mi²            | Khu vực biển | Vị thế quốc tế                                            |
| ------------------- | ---- | -------------- | -------------- | ------------ | --------------------------------------------------------- |
| Bali Barat          | 1995 | 190            | 73             |              |                                                           |
| Gunung Rinjani      | 1990 | 413            | 159            |              |                                                           |
| Kelimutu            | 1992 | 50             | 20             |              |                                                           |
| Komodo              | 1980 | 1,817          | 701            | 66%          | Di sản thế giới; Mạng lưới khu dự trữ sinh quyển thế giới |
| Laiwangi Wanggameti | 1998 | 470            | 180            |              |                                                           |
| Manupeu Tanah Daru  | 1998 | 880            | 340            |              |                                                           |

| Gunung Rinjani Vườn quốc gia tại Lombok | KelimutuKomodo Vườn quốc gia tại Flores | Laiwangi WanggametiManupeu Tanah Daru Vườn quốc gia tại đảo Sumba |

## Maluku và Papua

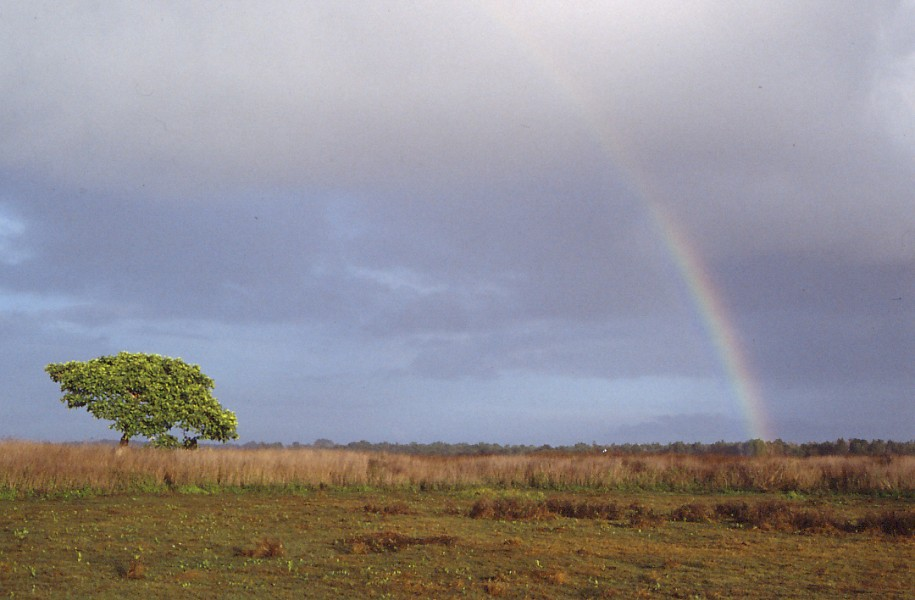
Vườn quốc gia Wasur

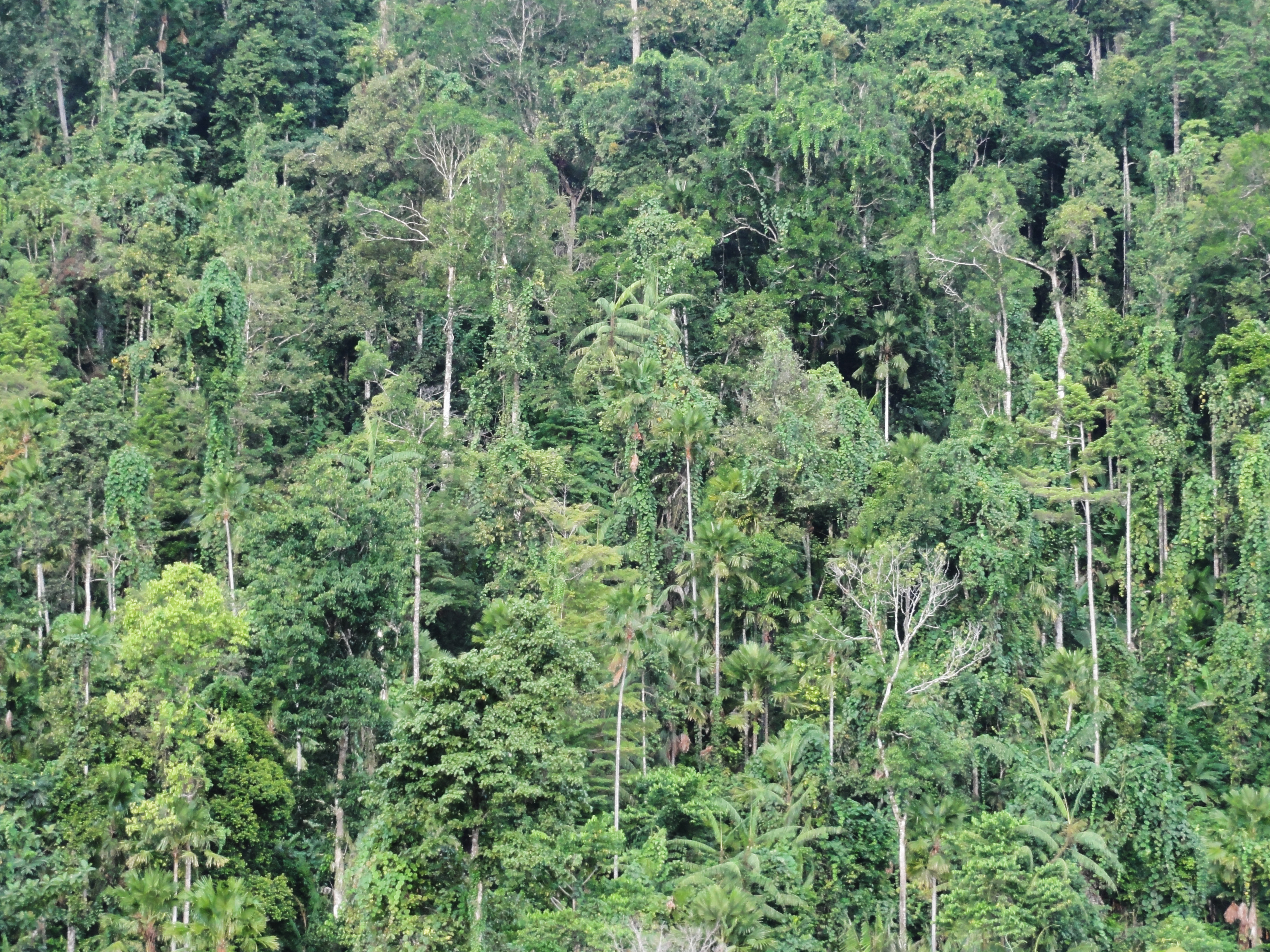
Cánh rừng ở Vườn quốc gia Aketajawe-Lolobata

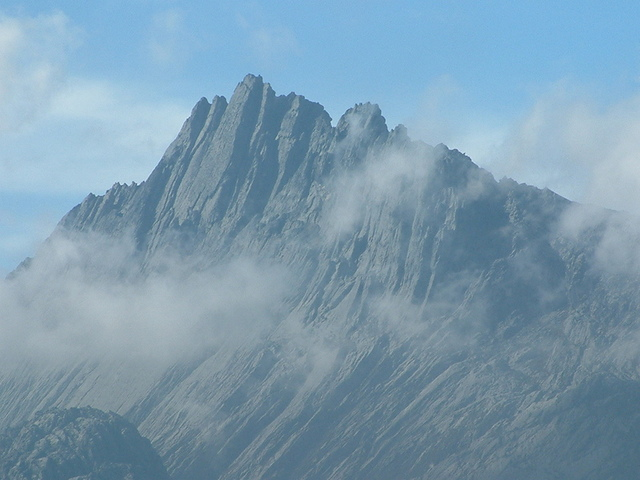
Vườn quốc gia Lorentz

| Tên                | Năm  | Tổng diện tích | Tổng diện tích | Khu vực biển | Vị thế quốc tế  |
| Tên                | Năm  | km²            | mi²            | Khu vực biển | Vị thế quốc tế  |
| ------------------ | ---- | -------------- | -------------- | ------------ | --------------- |
| Aketajawe-Lolobata | 2004 | 1,673          | 646            |              |                 |
| Lorentz            | 1997 | 25,050         | 9,670          |              | Di sản thế giới |
| Manusela           | 1982 | 1,890          | 729            |              |                 |
| Teluk Cenderawasih | 2002 | 14,535         | 5,611          | 90%          |                 |
| Wasur              | 1990 | 4,138          | 1598           |              | Công ước Ramsar |

| LorentzTeluk CenderawasihWasur Vườn quốc gia tại Tây New Guinea |

## Sulawesi

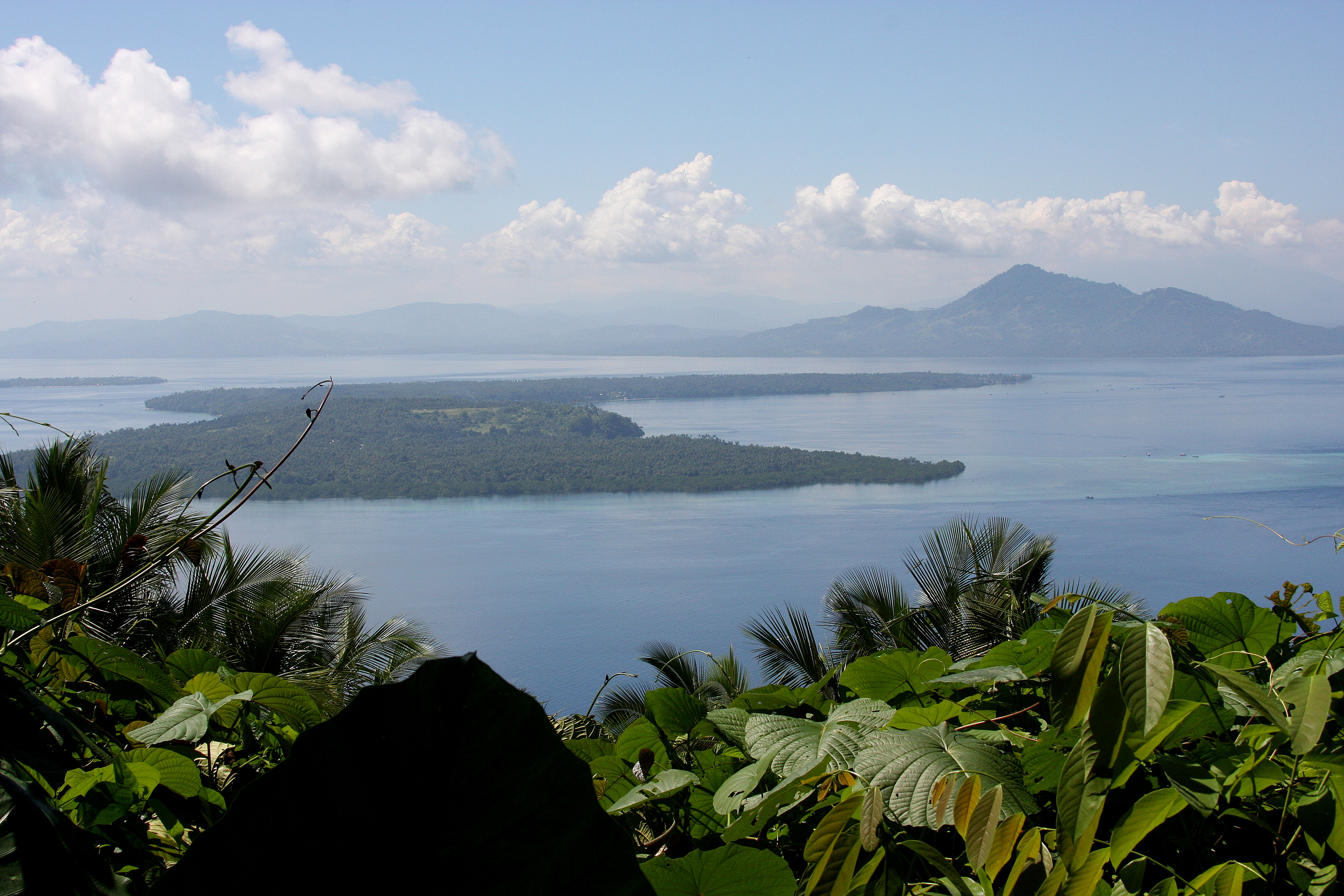
Vườn quốc gia Bunaken

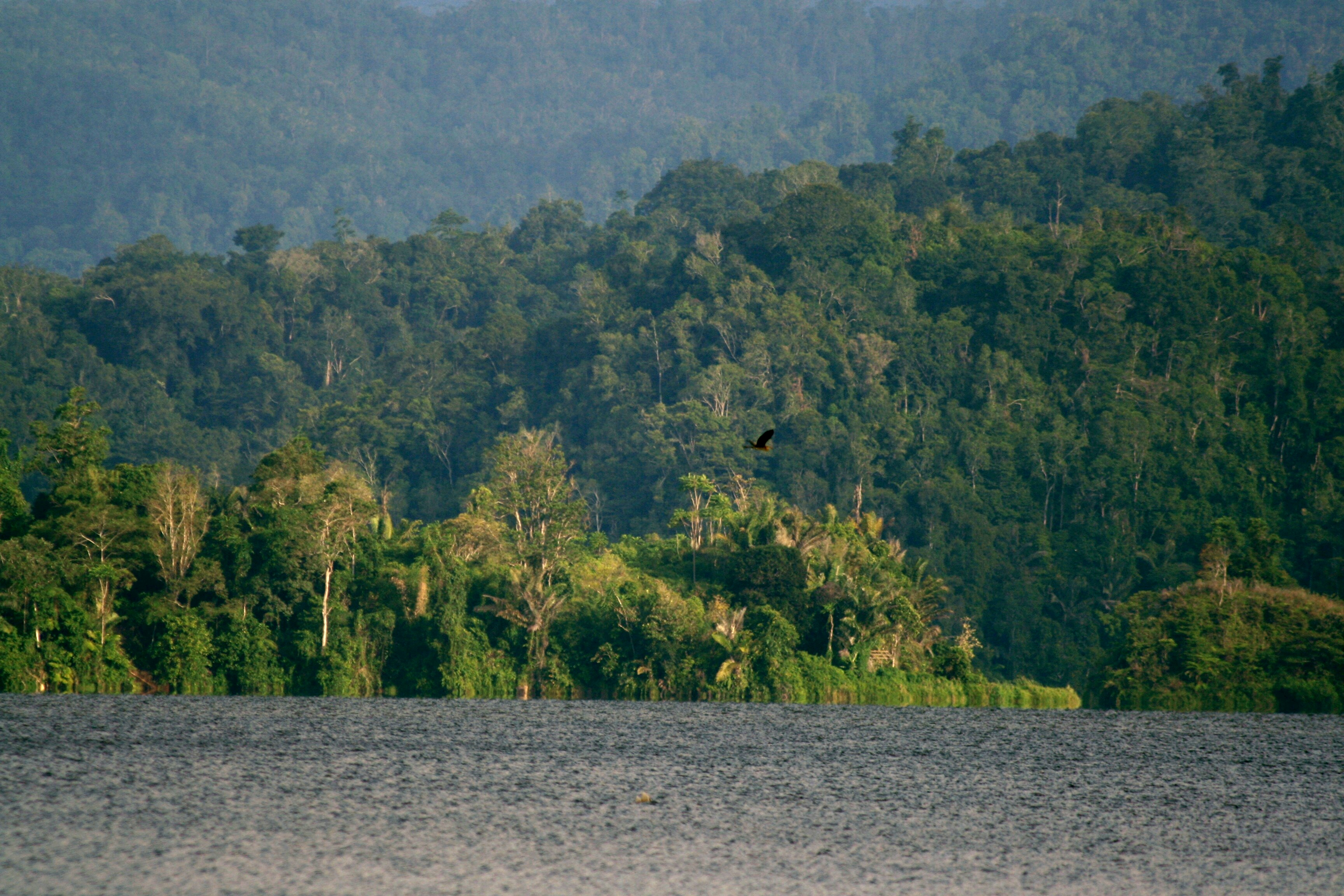
Khu dự trữ sinh quyển Lore Lindu

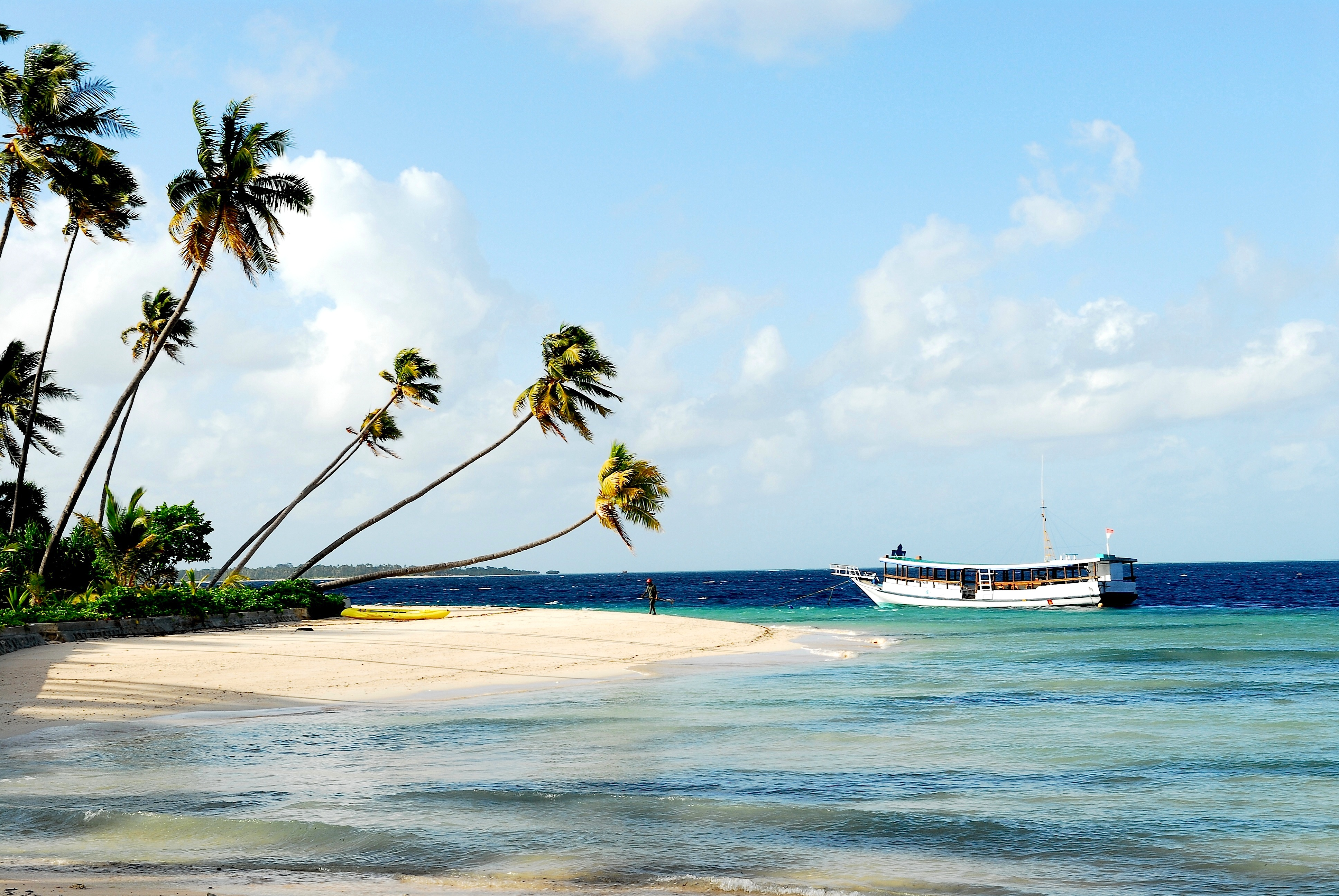
Vườn quốc gia Wakatobi

| Tên                       | Năm  | Tổng diện tích | Tổng diện tích | Khu vực biển | Vị thế quốc tế                           |
| Tên                       | Năm  | km²            | mi²            | Khu vực biển | Vị thế quốc tế                           |
| ------------------------- | ---- | -------------- | -------------- | ------------ | ---------------------------------------- |
| Bantimurung - Bulusaraung | 2004 | 480            | 185            |              |                                          |
| Bogani Nani Wartabone     | 1991 | 2.871          | 1,108          |              |                                          |
| Bunaken                   | 1991 | 890            | 305            | 97%          | Di sản thế giới đã được đề xuất          |
| Kepulauan Togean          | 2004 | 3.620          | 1.400          | 700 km²      |                                          |
| Lore Lindu                | 1982 | 2.290          | 884            |              | Mạng lưới khu dự trữ sinh quyển thế giới |
| Rawa Aopa Watumohai       | 1989 | 1.052          | 406            |              |                                          |
| Taka Bonerate             | 2001 | 5.308          | 2,049          | hầu hết      | Di sản thế giới đã được đề xuất          |
| Wakatobi                  | 2002 | 13.900         | 5,370          | hầu hết      | Di sản thế giới đã được đề xuất          |

## Sumatra

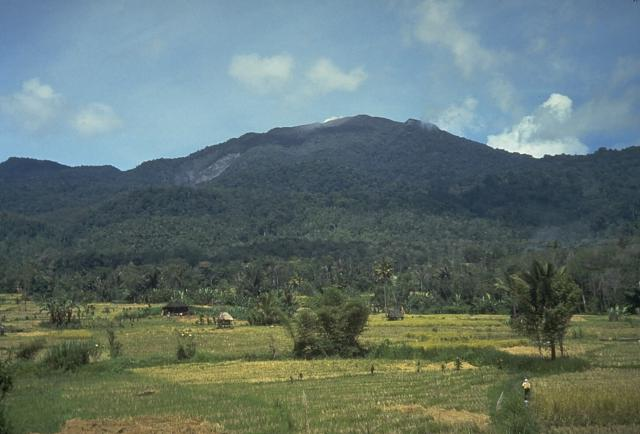
Vườn quốc gia Batang Gadis

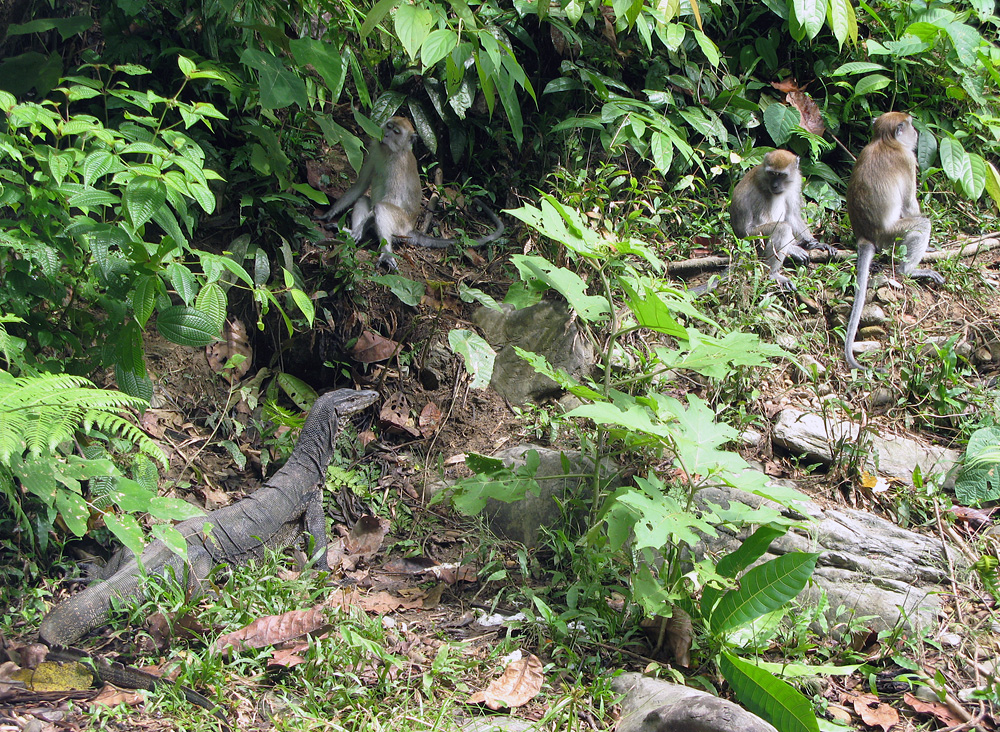
Vườn quốc gia Gunung Leuser

| Tên                   | Năm  | Tổng diện tích | Tổng diện tích | Khu vực biển | Vị thế quốc tế                                                        |
| Tên                   | Năm  | km²            | mi²            | Khu vực biển | Vị thế quốc tế                                                        |
| --------------------- | ---- | -------------- | -------------- | ------------ | --------------------------------------------------------------------- |
| Batang Gadis          | 2004 | 1,080          | 417            |              |                                                                       |
| Berbak                | 1992 | 1,627          | 628            |              | Ramsar site                                                           |
| Bukit Barisan Selatan | 1999 | 3,650          | 1410           |              | Một phần của Di sản thế giới                                          |
| Bukit Duabelas        | 2000 | 605            | 233            |              |                                                                       |
| Bukit Tigapuluh       | 1995 | 1,277          | 493            |              |                                                                       |
| Gunung Leuser         | 1980 | 7,927          | 3,061          |              | Một phần của Di sản thế giới Mạng lưới khu dự trữ sinh quyển thế giới |
| Kerinci Seblat        | 1999 | 13,750         | 5,310          |              | Một phần của Di sản thế giới                                          |
| Sembilang             | 2001 | 2,051          | 792            |              |                                                                       |
| Siberut               | 1992 | 1,905          | 735            |              | Mạng lưới khu dự trữ sinh quyển thế giới                              |
| Tesso Nilo            | 2004 | 386            | 149            |              |                                                                       |
| Way Kambas            | 1989 | 1,300          | 500            |              |                                                                       |
| Zamrud                | 2016 | 314            | 121            |              |                                                                       |
| Maras                 | 2016 | 168            | 65             |              |                                                                       |